# Herpyllus perditus
Herpyllus perditus är en spindelart som först beskrevs av Banks 1898.  Herpyllus perditus ingår i släktet Herpyllus och familjen plattbuksspindlar. Inga underarter finns listade i Catalogue of Life.